# Albertus Henricus Wiese
Albertus Henricus Wiese (Bremen, 1761 - Haarlem, 1810) was gedurende de laatste jaren van de Bataafse Republiek, onder raadspensionaris Rutger Jan Schimmelpenninck en in de beginjaren van het koninkrijk Holland, gouverneur-generaal van Nederlands-Indië (1805-1808). Hij nam de functie over van Johannes Siberg.
Tijdens het bestuur van de in Duitsland geboren Wiese vond een Engelse invasie op Java plaats.
Als reactie hierop werd de revolutionaire generaal Daendels naar Java gestuurd om het bestuur van Wiese over te nemen en de Engelsen van Java te verdrijven.
Johannes van den Bosch, de latere gouverneur-generaal en minister van Koloniën, was adjudant-generaal van Wiese in de jaren dat deze gouverneur-generaal was.
Gouverneur-generaal van de VOC

Both · 
Gerard Reynst · 
Reael · 
Coen · 
Carpentier · 
Coen · 
Specx · 
Brouwer · 
Van Diemen · 
Van der Lijn · 
Carel Reyniersz · 
Maetsuycker · 
Rijcklof van Goens · 
Speelman · 
Camphuys · 
Van Outhoorn · 
Van Hoorn · 
Van Riebeeck · 
Van Swol · 
Zwaardecroon · 
De Haan · 
Durven · 
Van Cloon · 
Patras · 
Valckenier · 
Thedens · 
Van Imhoff · 
Mossel · 
Van der Parra · 
Van Riemsdijk · 
De Klerk · 
Alting

 

Gouverneur-generaal van staatswege

Van Overstraten · 
Siberg · 
Wiese · 
Daendels · 
(Britse interventie: Raffles en Fendall) · 
Van der Capellen · 
De Kock · 
Du Bus de Gisignies · 
Van den Bosch · 
Baud · 
De Eerens · 
Van Hogendorp · 
Merkus · 
Jan Reijnst · 
Rochussen · 
Duymaer van Twist · 
Pahud · 
Prins · 
Sloet van de Beele · 
Prins · 
Mijer · 
Loudon · 
Van Lansberge · 
s'Jacob · 
Van Rees · 
Pijnacker Hordijk · 
Van der Wijck · 
Rooseboom · 
Van Heutsz · 
Idenburg · 
Van Limburg Stirum · 
Fock · 
De Graeff · 
De Jonge · 
Tjarda van Starkenborgh Stachouwer
- Biografisch Portaal: 04865023
- Digitale Bibliotheek voor de Nederlandse Letteren: wies006
- International Standard Name Identifier: 0000 0003 9719 2477
- Nederlandse Thesaurus van Auteursnamen: 071181997
- Virtual International Authority File: 292263846
- WorldCat: E39PBJdx6BCHQ4b6CQ9qX4xbh3